# Laurent Dominati
Pour les articles homonymes, voir Dominati.
Laurent Dominati, né le 5 août 1960 à Paris, est un homme politique et diplomate français.

## Biographie
Fils de Jacques Dominati (député de Paris de 1982 à 1993), il lui succède de 1993 à 2002 et est secrétaire général de Démocratie Libérale, il est ensuite ambassadeur au Honduras de 2007 à 2010 et ambassadeur, représentant permanent de la France auprès du Conseil de l’Europe à Strasbourg de 2010 à 2013.

### Carrière politique
- Député de Paris de 1993 à 2002 (arrondissements centraux)
- Secrétaire général de Démocratie libérale (ex-PR) 1998-2000
- Conseiller de Paris (UMP)
- Président de l'Union des Français du Monde (2016-2022)

Élu pour la première fois dans le deuxième arrondissement de Paris comme conseiller d'arrondissement puis adjoint au maire, (1989) Laurent Dominati démissionne de ce mandat lorsqu'il devient député de la première circonscription (1er, 2e, 3e, 4e) en 1993. Il était opposé à Brice Lalonde, alors Ministre de François Mitterrand et Dominique Bertinotti(PS). Professionnellement issu du monde de la communication (Agence Bélier, Groupe Carat), il est porte-parole du groupe UDF sur les questions de communication et d'audiovisuel. Membre de la Commission des finances, il est Rapporteur spécial du Secrétariat de la Défense nationale, préside une mission d’information sur la réforme du Parlement, suscite la création d’un Office d'Évaluation des Politiques Publiques. Il est également membre de la Commission d’enquête sur l’Immigration illégale en France et de la première Commission spéciale sur la Bioéthique qui se traduira par les lois Mattei. En 1995, il soutient Jacques Chirac à l'élection présidentielle dès le premier tour.
Réélu en 1997, il participe à la création du groupe Démocratie libérale et Indépendants. Il succède en 1998 à Pascal Clément comme secrétaire Général de Démocratie libérale (ex-PR), dont le président est Alain Madelin et les vice-présidents Jean-Pierre Raffarin et Jean-Claude Gaudin. Au nom de l’opposition, il défendra aux côtés de François Bayrou et Nicolas Sarkozy la motion de censure déposée contre le Gouvernement de Lionel Jospin en mai 1999.
En 2000, il est mis en examen dans l'affaire des faux électeurs, affaire dans laquelle il sera relaxé six ans plus tard, mais qui pèse lourdement sur la suite de sa carrière politique. Élu conseiller de Paris dans le 4e arrondissement en 2001, mais en candidat indépendant, il ne parvient pas à prendre la mairie du 4e arrondissement (il siège au Conseil d'administration de l'Hôpital  de l'Hôtel-Dieu, dont il défend l'existence). Il démissionne de son poste de secrétaire général de DL. Membre fondateur et délégué général de l'UMP à Paris, il est investi comme candidat UMP dans le 16e arrondissement, mais y est battu aux élections législatives de 2002 par le député sortant Gilbert Gantier puis à nouveau en 2004 lors d'une législative partielle par Bernard Debré.
Il a été membre du cabinet du Premier ministre Jean-Pierre Raffarin de 2002 à 2005.
Acteur de la vie politique parisienne à partir de 1989, date de sa première élection, il a démissionné de son mandat de conseiller de Paris en 2007.
En juin 2016, il échoue à se faire investir par Les Républicains dans la 2e circonscription des Français de l'étranger en vue des élections législatives de 2017, Pascal Drouhaud lui étant préféré.

### Carrière diplomatique
- Ambassadeur au Honduras (2007-2010)
- Ambassadeur, Représentant permanent de la France auprès du Conseil de l'Europe (2010-2013).
- Chargé de mission auprès du Directeur des Organisations internationales et des Nations unies (2013-2015)

Nommé ambassadeur au Honduras en mai 2007, il est rappelé en France en raison du coup d'État militaire contre le président Zelaya, puis fut le premier ambassadeur de retour à Tegucigalpa après l'élection du président Pepe Lobo pour conforter le retour à la démocratie. Il fut fait Grand-Croix de l'ordre de Francisco Morazan. Nommé en septembre 2010 Ambassadeur, Représentant permanent de la France auprès du Conseil de l'Europe à Strasbourg, il signe à Istanbul la Convention internationale contre la violence faite aux femmes, participe au Congrès de Brighton sur la réforme de la Cour européenne des droits de l'homme et est élu président du groupe des Représentants pour les relations extérieures du Conseil de l'Europe, propose la création d’un statut d'association pour les États voisins de l’Europe, soutient la création du premier Forum Mondial pour la Démocratie. Il représente aussi la France au Conseil de direction de la Banque de Développement du Conseil de l'Europe. Il est fait chevalier de la Légion d'honneur.
Il est remplacé à son poste en septembre 2013 chargé de mission auprès du Directeur des Nations unies et des Organisations internationales pour les questions relatives à l'Union postale universelle.
Il devient conseiller du président du conseil général de l’Eure, Sébastien Lecornu, de 2015 à 2016.
Il est par ailleurs membre du conseil d'administration du musée des impressionnismes de Giverny.
Il crée en 2018 un hebdomadaire numérique et un site d'information destinés aux Français résidant à l'étranger, Lesfrancais.press (d).
Il préside l'association « Sauver la Méditerranée ».

## Publications
- Rapport : De l’information du Parlement au contrôle du gouvernement, Assemblée nationale, 1995.
- Libéral, Paris, Éditions Léo Scheer, coll. « Manifeste », 2014, 350 p.  (ISBN 978-2-7561-0440-9)